# Гай Каниний Ребил (консул 12 пр.н.е.)
Вижте пояснителната страница за други личности с името Гай Каниний Ребил.
Гай Каниний Ребил (на латински: Gaius Caninius Rebilus) e политик на ранната Римска империя.

## Биография
Той произлиза от плебейската фамилия Канинии и вероятно е син на Гай Каниний Ребил (избран от Юлий Цезар за суфектконсул за последните единадесет часа на 45 пр.н.е.).
През 12 г. пр.н.е. е суфектконсул.